# Striosia irrorata
Striosia irrorata är en fjärilsart som beskrevs av Rothschild 1912. Striosia irrorata ingår i släktet Striosia och familjen björnspinnare. Inga underarter finns listade i Catalogue of Life.